# 興神社
興神社（こうじんじゃ）は、長崎県壱岐市芦辺町湯岳興触にある神社。式内社（名神大社）論社、壱岐国一宮で、旧社格は村社。

## 祭神
祭神は次の2柱。
- 足仲彦命（仲哀天皇）
- 息長足姫命（神功皇后）

## 歴史
付近にはかつて壱岐国府があったと考えられており、社名の「興」は「国府（こふ、こう）」の意味とされる。国府の倉の鍵である「印鑰（いんにゃく）」を保管していたことから、近世には「印鑰神社」とも呼ばれていた。境外社の壱岐総社神社は壱岐国の総社にあたる。
延宝4年（1676年）、神道家橘三喜が壱岐の式内社を調査した際に、当社を式内小社「與神社」に比定した。しかし、これは興と與（与）を見誤ったためと考えられており、近年の研究では、式内名神大社の「天手長男神社」が当社であり、壱岐国一宮であったとする説が有力となっている。延宝4年の調査の際に、天手長男神社は壱岐市内の郷ノ浦町田中触の若宮社に比定され、壱岐国一宮の称もその神社に移ったが（現 天手長男神社）、それ以降も当社を「一の宮」と呼ぶ通称は残った。
明治9年（1876年）12月に村社に列し、明治40年7月に神饌幣帛料供進神社に指定された。

## ギャラリー

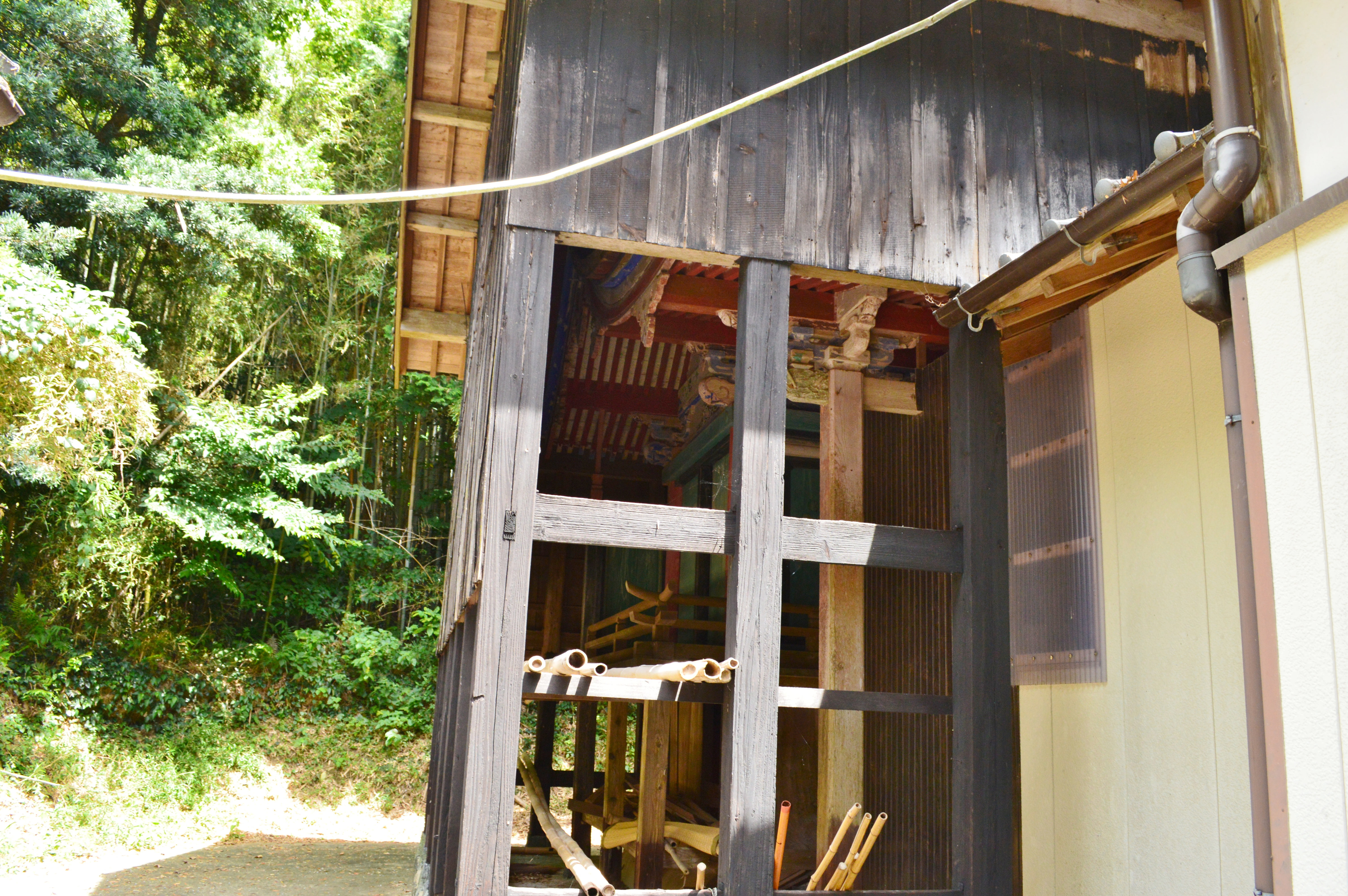
本殿
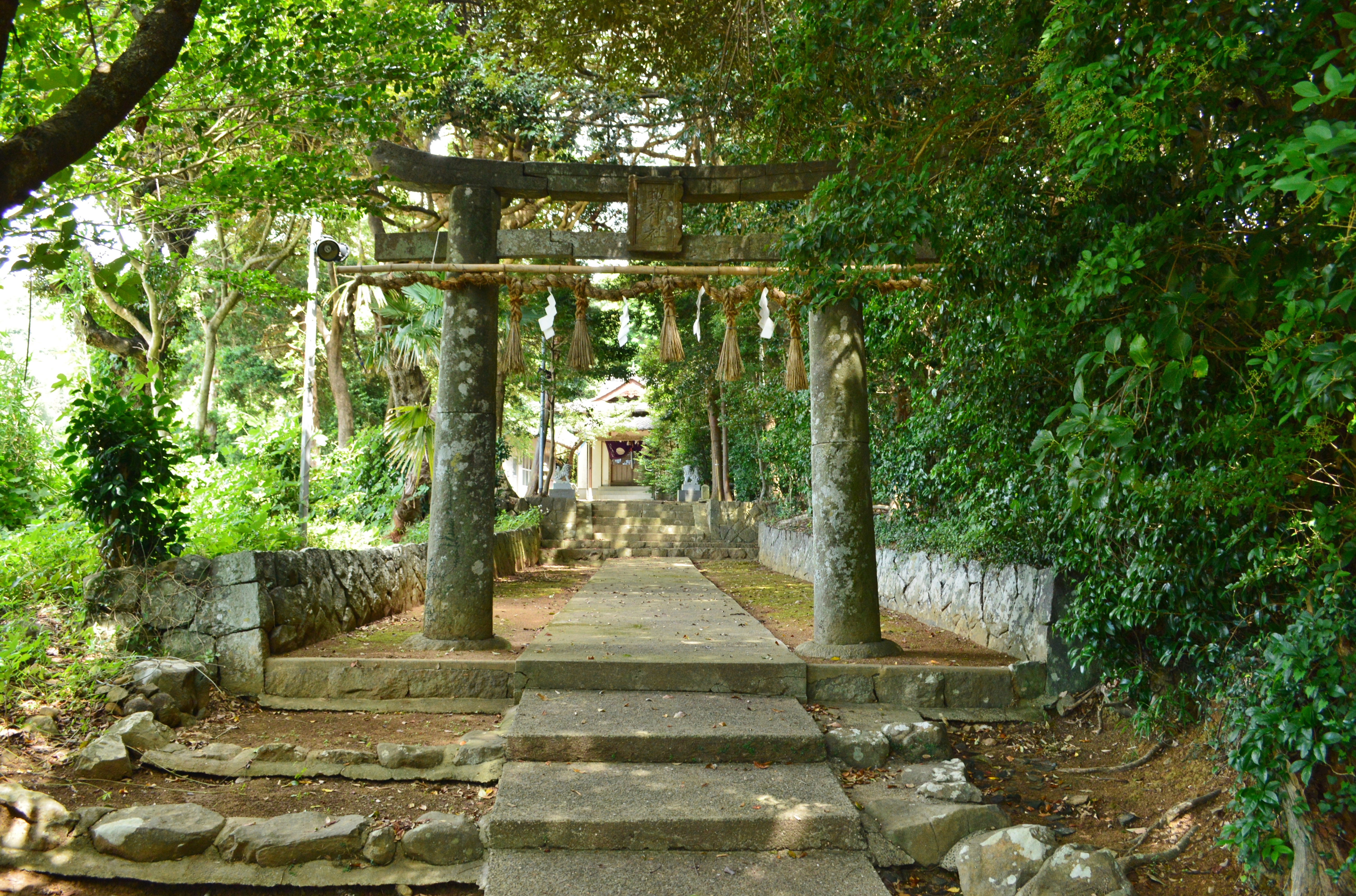
参道と鳥居
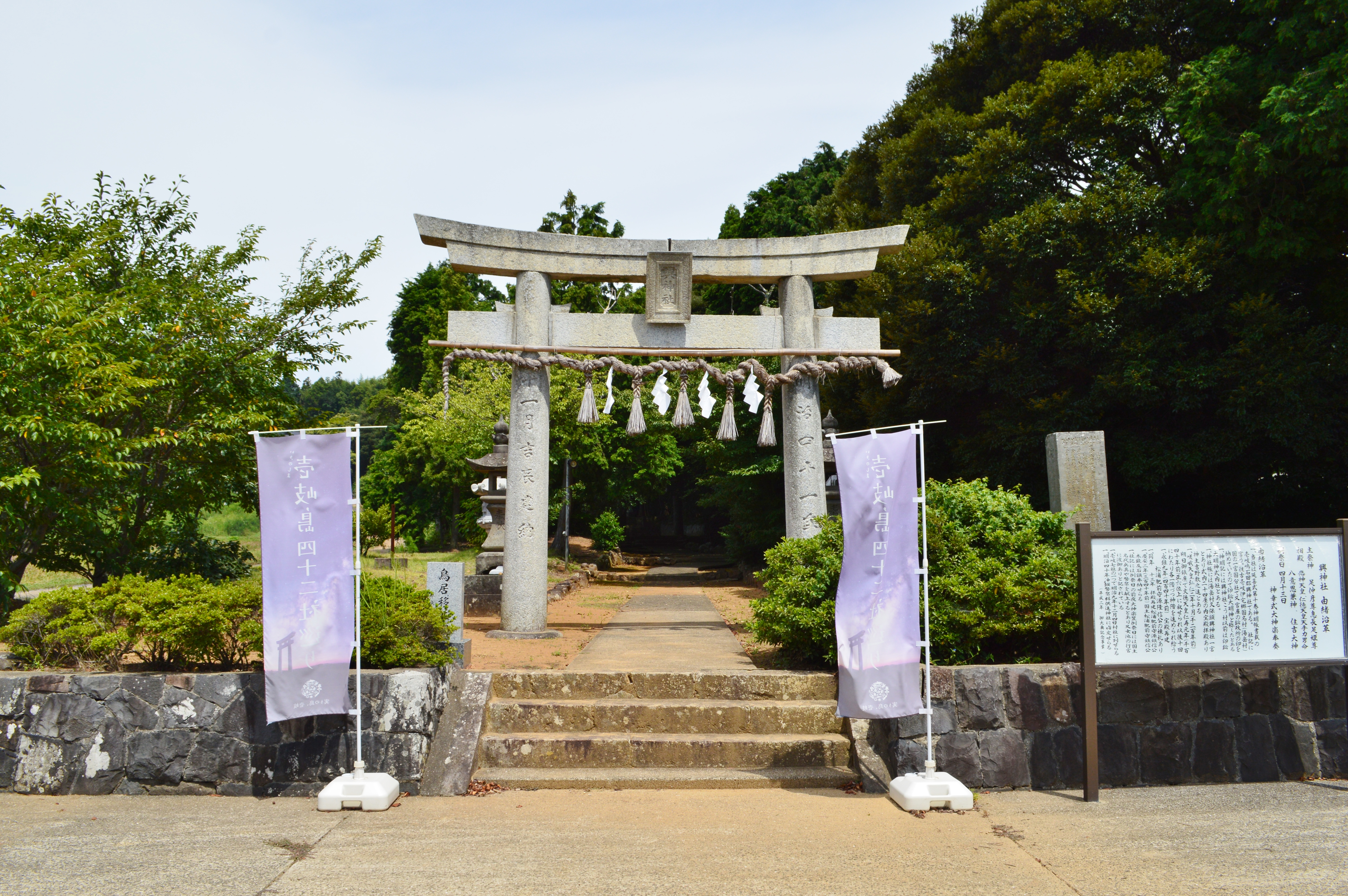
鳥居
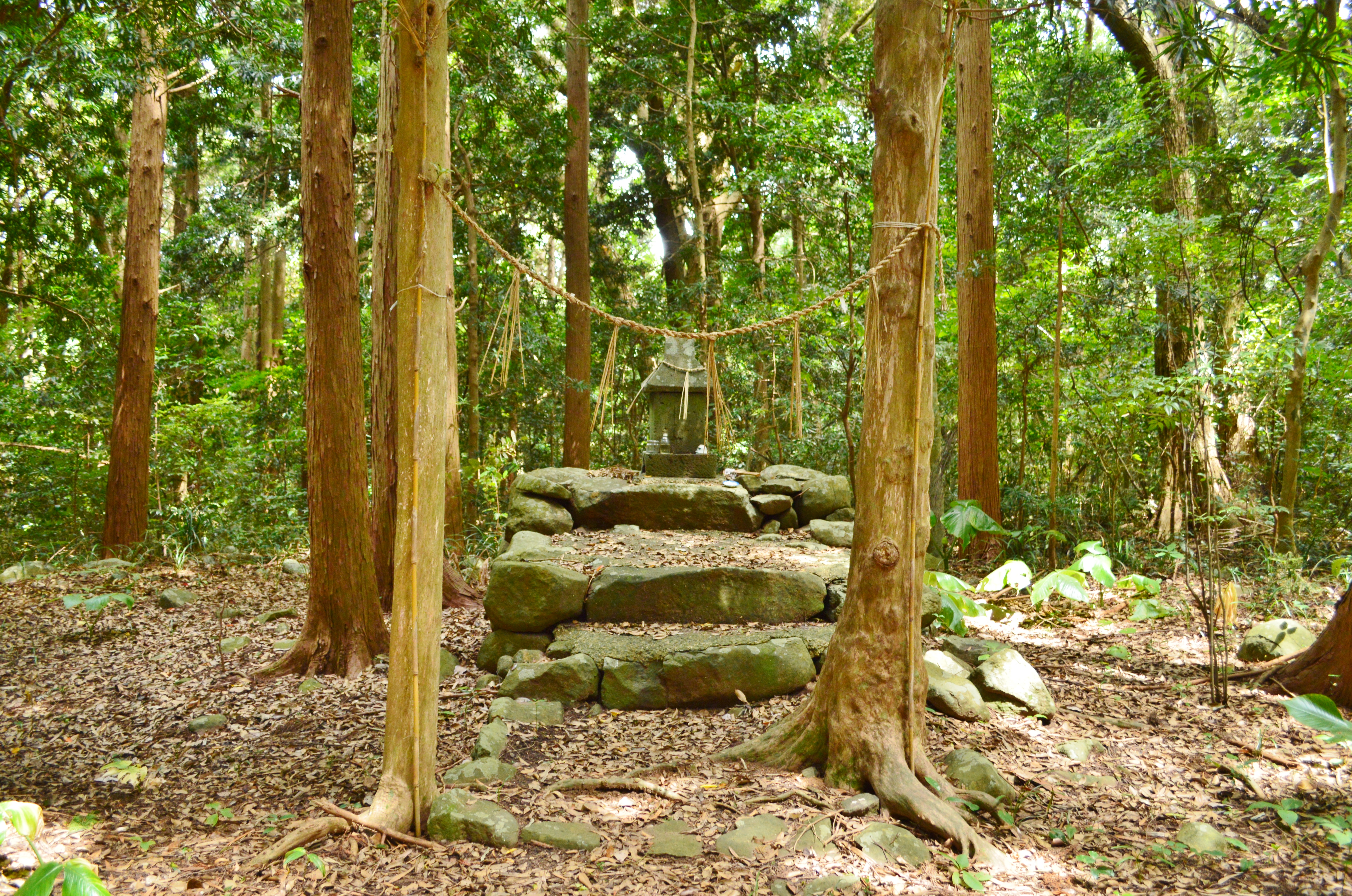
総社神社（壱岐国総社）